# Свистунов Олександр Вікторович (архітектор)
Олекса́ндр Ві́кторович Свистуно́в (25 серпня 1976 , Київ ) — український архітектор, головний архітектор міста Києва, директор Департаменту містобудування та архітектури КМДА з 31 жовтня 2016 року.

## Життєпис
Народився 25 липня 1976 року в Києві.

## Освіта
Закінчив школу в Києві. У 1999 році закінчив архітектурний факультет Київського національного університету будівництва й архітектури, здобув ступінь магістра.

## Трудова діяльність
10.1997 — 06.2005 — архітектор персональної творчої архітектурної майстерні «С. Бабушкін», м. Київ.
06.2005 — 03.2012 — головний архітектор ТОВ «Архітектурне бюро „С. Бабушкін“», м. Київ.
04.2012 — 11.2015 — головний архітектор проектів ТОВ «Архітектурний союз», м. Київ.
11.2015 — 12.2015 — помічник-консультант народного депутата України.
12.2015 — 11.2016 — перший заступник директора Департаменту — начальник управління регулювання забудови міста Департаменту містобудування та архітектури виконавчого органу Київської міської ради (Київської міської державної адміністрації).
31 жовтня 2016 року мер Києва, голова Київської міської державної адміністрації Віталій Кличко призначив Олександра Свистунова на посаду директора департаменту містобудування та архітектури КМДА та головного архітектора міста (розпорядження Київміськадміністрації №1023 від 31 жовтня 2016 року). 